# Villy (Ardenas)
Villy é uma comuna francesa na região administrativa de Grande Leste, no departamento das Ardenas. Estende-se por uma área de 7,78 km². Em 2010 a comuna tinha 221 habitantes (densidade: 28,4 hab./km²).